# Avenue Besme
L'avenue Besme (en néerlandais : Besmelaan) est une avenue bruxelloise de la commune de Forest qui relie l'avenue Gabriel Fauré à l'avenue Albert.
Le nom de la rue fait référence à l'architecte et urbaniste belge Victor Besme.

## Bâtiments remarquables
- Hôtel Gillion, situé aux numéros 107a-109.